# 化林大隊舊址
化林大隊舊址位於四川省廣元市劍閣縣，文物遺址年代判定為1964-1979年。2012年7月16日公佈為第八批四川省文物保護單位。
化林大隊舊址位於四川省廣元市劍閣縣鶴齡鎮化林村，是人民公社時期央溪公社的一個生產大隊，面積12.6平方公里。現存有上世紀六七十年代修建的接待站、供銷社、醫療點、理髮室、加工房、停車房、糧站、學校、水庫、梯田、塘堪等，基本上保留了當年風貌，是中國特定歷史時期農村集體經濟的見證。